# اسکوبی دو، کجایی!
اسکوبی دو، کجایی! (به انگلیسی: Scooby-Doo, Where Are You!) یک مجموعه پویانمایی تلویزیونی کمدی آمریکایی است که توسط جو روبی و کن اسپیرز خلق شده و توسط هانا باربرا برای شبکه سی‌بی‌اس تولید شده است. این مجموعه در ۱۳ سپتامبر ۱۹۶۹ به عنوان بخشی از برنامه کارتونی صبح شنبه شبکه پخش شد و به مدت دو فصل تا ۳۱ اکتبر ۱۹۷۰ ادامه داشت. پخش تکراری این مجموعه در فصل ۱۹۷۱ نیز انجام شد. در سال ۱۹۷۸، تعدادی از قسمت‌های مجموعه پویانمایی بعدی اسکوبیز لاف‌-آ-لیمپیکس و نمایش اسکوبی دو تحت عنوان اسکوبی دو، کجایی! در شبکه ای‌بی‌سی پخش شد و به همراه یک مجموعه دی‌وی‌دی به عنوان فصل سوم آن معرفی شد. همچنین این مجموعه از سال ۱۹۷۰ تا ۱۹۷۳ در شبکه بی‌بی‌سی‌ وان در بریتانیا پخش می‌شد. سری کامل این مجموعه نیز در بومرنگ، مکس و خدمات استریم توبی موجود است.
اسکوبی دو، کجایی! نخستین نسخه از یک فرنچایز رسانه‌ای بلندمدت است که عمدتاً شامل مجموعه‌های پویانمایی، چندین فیلم و کالاهای مرتبط می‌باشد.

## نمای کلی
این نمایش ماجراجویی‌های نوجوانانی به نام‌های فرد جونز، دافنی بلیک، ولما دینکلی و شگی راجرز و سگشان اسکوبی دو را دنبال می‌کند. آنها در ون معروف به ماشین معما سفر می‌کنند و با معماها روبرو می‌شوند و آنها را حل می‌کنند. هنگامی که یک معما حل شد، گروه معمولاً متوجه می‌شود که عامل این معما فردی است که به مبدل در آمده و به دنبال بهره‌برداری از یک افسانه یا اسطوره محلی برای منافع شخصی خود است.

## صداپیشگان
- دان مسیک در نقش اسکوبی دو و شخصیت‌های متفرقه
- کیسی کیزم در نقش شگی راجرز و شخصیت‌های متفرقه
- فرانک ولکر در نقش فرد جونز و شخصیت‌های متفرقه
- استیفانینا کریستوفرسون (فصل ۱) و هدر نورث (فصل ۲–۳) دافنی بلیک
- نیکول جفی (فصل ۱–۲) و پت استیونز (فصل ۳) در نقش ولما دینکلی

## تولید
اسکوبی دو، کجایی! نتیجه برنامه‌ریزی‌های سی‌بی‌اس و هانا باربرا برای ایجاد یک برنامه غیرخشونت‌آمیز صبح شنبه بود که بتواند گروه‌های نظارت والدین را راضی کند که به برنامه‌های مبتنی بر ابرقهرمانان در اواسط دهه ۱۹۶۰ اعتراض کرده بودند. این برنامه در ابتدا با عنوان پنج معما و سپس چه کسی ت-ت-ترسید؟ نام‌گذاری شده بود و اسکوبی دو، کجایی! چندین تغییر از فیلم‌نامه تا نمایش را تجربه کرد (مهم‌ترین آن کاهش تأکید بر جنبه گروه موسیقی بود). با این حال، مفهوم اصلی—یک گروه از نوجوانان و سگشان که به حل معماهای مرتبط با ماورایی می‌پردازند—همیشه در دسترس بود.
خالقان اسکوبی دو، جو روبی و کن اسپیرز، به عنوان ناظران داستان در این مجموعه خدمت کردند.

## رسانه خانگی
در ۱۴ مارس ۲۰۰۰، ویدئوی خانگی وارنر پنج قسمت از این مجموعه را در یک دی‌وی‌دی تحت عنوان معماهای اصلی اسکوبی دو منتشر کرد. آنها سپس در ۱۶ مارس ۲۰۰۴، تمامی ۲۵ قسمت را در دی‌وی‌دی در منطقه ۱ تحت عنوان اسکوبی دو، کجایی! فصل‌های اول و دوم کامل منتشر کردند. دی‌وی‌دی دیگری تحت عنوان اسکوبی دو، کجایی! فصل سوم کامل در ۱۰ آوریل ۲۰۰۷ منتشر شد که شامل قسمت‌هایی بود که در سال ۱۹۷۸ تولید شده بودند و به بسته همه ستاره‌های اسکوبی اضافه شد و بعداً به عنوان بخشی از نمایش اسکوبی دو پخش شد.
در ۹ نوامبر ۲۰۱۰، ویدئوی خانگی وارنر اسکوبی دو، کجایی!: مجموعه کامل را منتشر کرد. این مجموعه هشت قسمتی شامل تمامی ۲۵ قسمت مجموعه به علاوه ۱۶ قسمت تولید شده در سال ۱۹۷۸ است که به عنوان بخشی از همه ستاره‌های اسکوبی پخش شده بود. این مجموعه در بسته‌بندی ویژه‌ای به شکل یک مدل دستگاه معما قرار دارد. همچنین شامل یک دیسک پاداش ویژه است که پر از مواد جدید و آرشیوی می‌باشد. این مجموعه در ۱۳ نوامبر ۲۰۱۲ دوباره منتشر شد. نسخه بلوری مجموعه کامل نیز در ۳ سپتامبر ۲۰۱۹ به مناسبت پنجاهمین سالگرد سریال منتشر شد.
از ۲۷ ژانویه ۲۰۰۹، ویدئوی خانگی وارنر دی‌وی‌دی‌هایی با چهار قسمت به اضافه یک قسمت از شگی و اسکوبی دو یک سرنخ می‌گیرند منتشر کرد. تا ۱۹ اکتبر ۲۰۱۰، چهار جلد منتشر شده است.

## پذیرایی
اسکوبی دو، کجایی! برای هانا باربرا سی‌بی‌اس یک موفقیت بزرگ بود، که منجر به تولید مجموعه‌هایی با مفاهیم مشابه توسط هانا باربرا برای شبکه‌های ای‌بی‌سی، ان‌بی‌سی و سی‌بی‌اس شد. برخی از این مجموعه‌ها شامل جوزی و گربه‌ها، شو پیبلز و بم بم، بخش‌های پیبلز، دینو و بم بم در نمایش کمدی عصر حجر، فانکی فانتوم، اسپید باگی، جینی، جابرجاو، چان شگفت‌انگیز و قبیله چان، اینچ‌های بلند، کارآگاه خصوصی، گوبر و رئیس‌جمهور ارواح، کلاب سرنخ، کاپیتان کیومن و فرشتگان نوجوان و بچه‌های باچ کاسیدی و سان‌دنس و شموی جدید بودند.
در سال ۲۰۰۵، اسکوبی دو، کجایی! در رتبه ۴۹ از ۱۰۰ کارتون برتر کانال ۴ در بریتانیا قرار گرفت و به‌تازگی توسط بینندگان همان کانال، به عنوان هشتمین برنامه تلویزیونی کودکان برتر رأی‌گیری شد. این مجموعه در رده‌بندی بیست‌و‌چهارمین بهترین کارتون در فهرست ۱۰۰ مجموعه پویانمایی آی‌جی‌ان قرار گرفت.